# Boîte à cigares
Pour les articles homonymes, voir Boîte.
Cet article concerne la boîte pouvant contenir des cigares. Pour l'accessoire de jonglerie, voir Boîte à cigares (jonglerie).

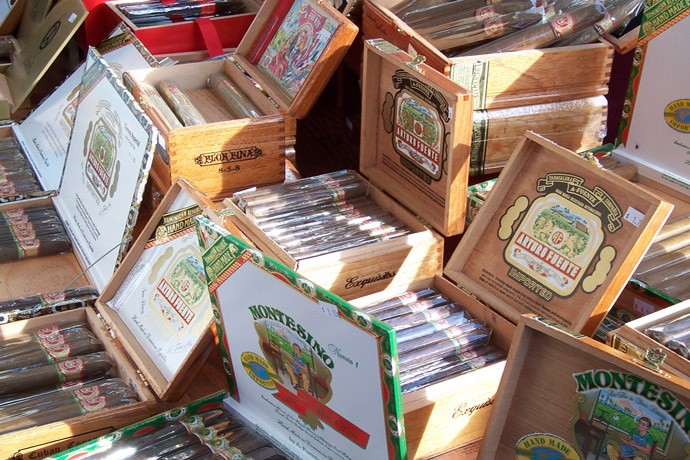
Des boites de cigares.

Une boîte à cigares ou boite à cigares est une boîte destinée à contenir des cigares. On parle de boîte de cigares ou de boite de cigares quand une telle boîte est pleine.

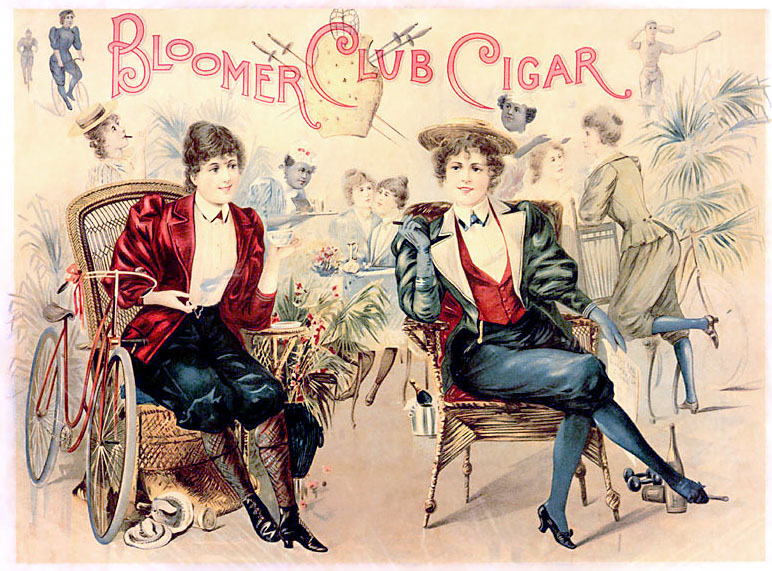
Un exemple d'illustration d'étiquette de boite à cigares.

Les boîtes à cigares, leurs étiquettes et les bagues des cigares sont considérées comme des objets d'art. Il existe des entreprises spécialisées, ainsi que des livres consacrés à ce sujet, traitant de la conception, de la signification et de l'importance des boîtes à cigares. Cela en fait des objets de collection.

## Matières
Les boîtes de cigares traditionnelles sont faites en bois, en carton ou en papier. Le cèdre espagnol a été décrit comme la « meilleure » sorte de bois pour les boîtes à cigares à cause de son grain, de sa texture et de son odeur agréables. L'eucalyptus et le bois-jaune sont des substituts fréquents à ce bois, qui ont parfois été teints et parfumés pour y ressembler. D'autres bois typiques pour les boîtes à cigares comprennent l'acajou, l'orme et le chêne blanc. Des sortes moins répandues sont le tilleul, le noyer et le palissandre.

## Confection

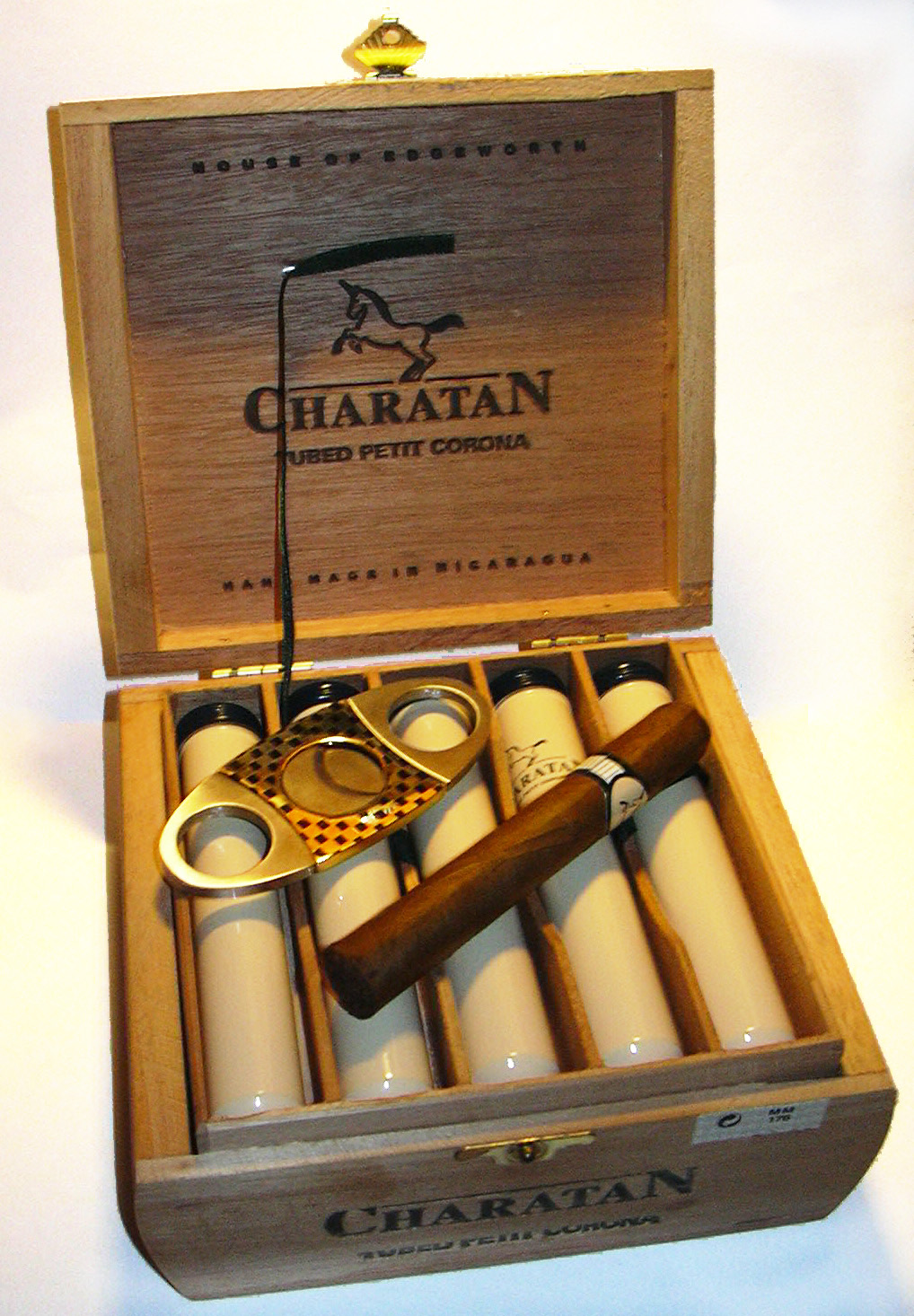
Boite à cigares avec des étuis à cigare.

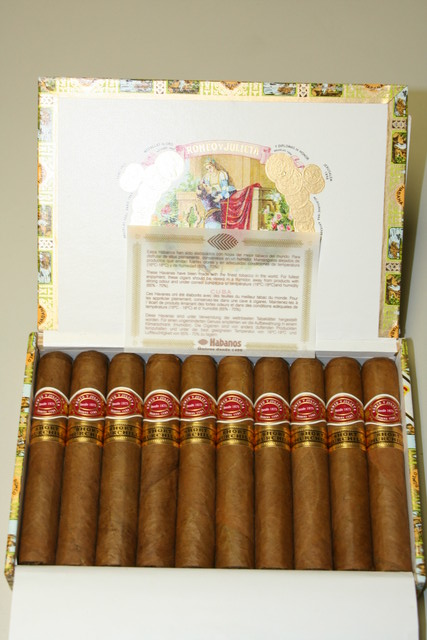
Boite plate à charnière contenant des cigares serrés.

Il y a différents types de boites à cigares, correspondant à des utilisations différentes :
- présentoir à ouverture latérale ou à charnière contenant en général 25 ou 50 cigares ;
- boite arrondie contenant trois couches de cigares, comprenant respectivement 8, 9 et 8 cigares ;
- boîte plate avec deux couches de cigares, 12 en dessous et 13 au-dessus ;
- boîte de cigares pressés (pouvant donc prendre une forme rectangulaire), rangée en deux couches comprenant le même nombre de cigares.

## Détournements

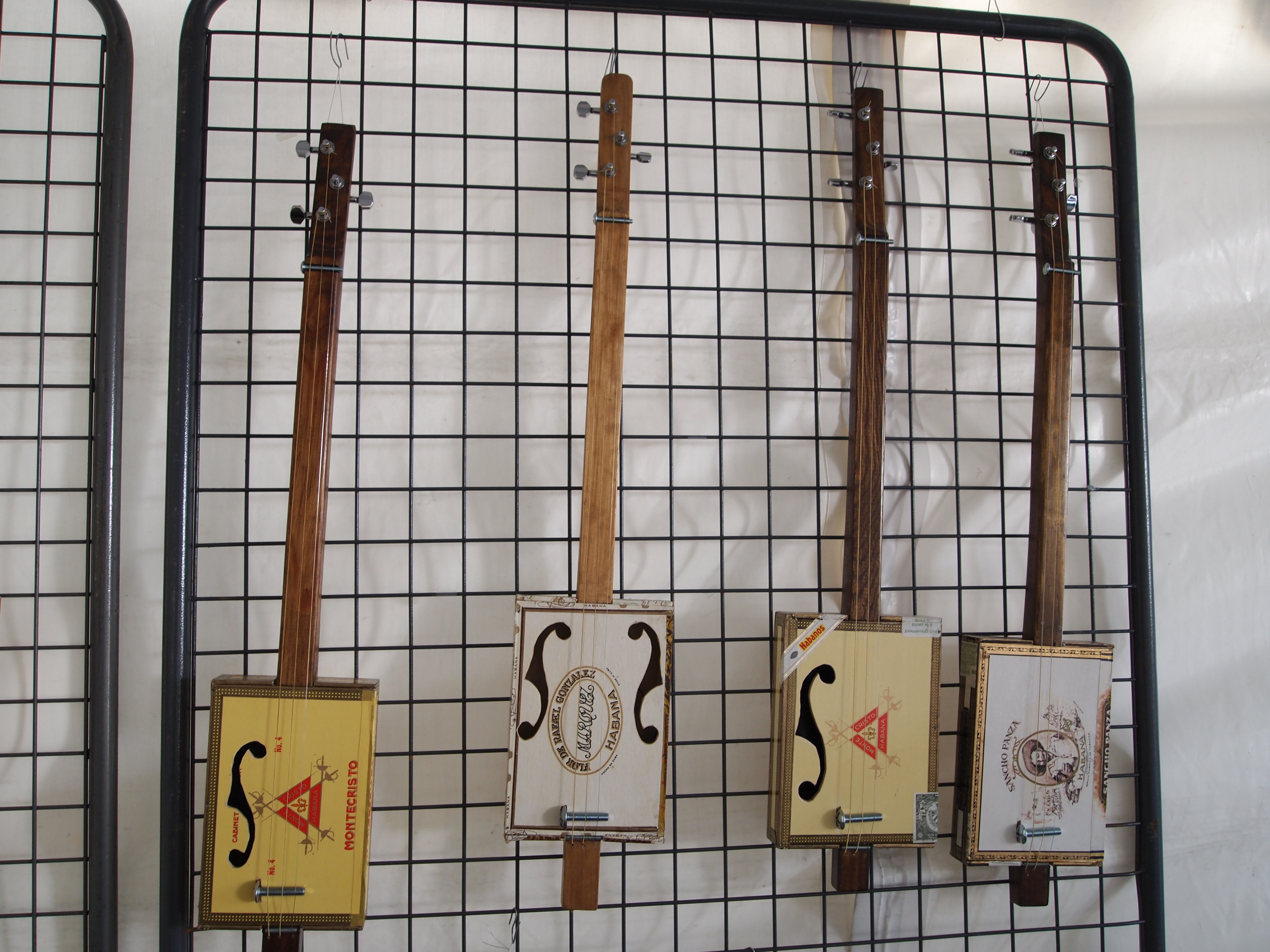
Collection de guitares faites avec des boites à cigares.

Des guitares et des ukulélés sont faits avec des boites à cigares et d'autres matériaux qui ne sont pas prévus normalement pour des instruments de musique.